# Presidenti della Somalia
I presidenti della Somalia dal 1960 (data di costituzione della Repubblica Somala, a seguito della fusione dell'A.F.I.S. (ex Somalia italiana) e dello Stato del Somaliland (ex Somalia britannica) ad oggi sono i seguenti.

## Lista
| Presidente                                     | Presidente | Presidente                                                                            | Partito                                           | Mandato           | Mandato           |
| Presidente                                     | Presidente | Presidente                                                                            | Partito                                           | Inizio            | Fine              |
| ---------------------------------------------- | ---------- | ------------------------------------------------------------------------------------- | ------------------------------------------------- | ----------------- | ----------------- |
| Repubblica Somala (1960-1969)                  |            |                                                                                       |                                                   |                   |                   |
|                                                |            | Aden Abdullah Osman Daar                                                              | Lega dei Giovani Somali                           | 1º luglio 1960    | 10 giugno 1967    |
|                                                |            | Abdirashid Ali Shermarke                                                              | Lega dei Giovani Somali                           | 10 giugno 1967    | 15 ottobre 1969   |
|                                                |            | Mukhtar Mohamed Hussein (ad interim)                                                  | Lega dei Giovani Somali                           | 15 ottobre 1969   | 21 ottobre 1969   |
| Repubblica Democratica Somala (1969-1991)      |            |                                                                                       |                                                   |                   |                   |
|                                                |            | Mohammed Siad Barre                                                                   | Militare/Partito Socialista Rivoluzionario Somalo | 21 ottobre 1969   | 26 gennaio 1991   |
| Governo provvisorio della Somalia (1991-1997)  |            |                                                                                       |                                                   |                   |                   |
|                                                |            | Ali Mahdi Mohamed                                                                     | Congresso della Somalia Unita                     | 27 gennaio 1991   | 3 gennaio 1997    |
| Carica vacante (3 gennaio 1997-27 agosto 2000) |            |                                                                                       |                                                   |                   |                   |
| Governo nazionale di transizione (2000-2004)   |            |                                                                                       |                                                   |                   |                   |
|                                                |            | Abdiqasim Salad Hassan                                                                | Indipendente                                      | 27 agosto 2000    | 14 ottobre 2004   |
| Governo federale di transizione (2004-2012)    |            |                                                                                       |                                                   |                   |                   |
|                                                |            | Abdullahi Yusuf Ahmed                                                                 | Indipendente                                      | 14 ottobre 2004   | 29 dicembre 2008  |
|                                                |            | Adan Mohamed Nuur Madobe (ad interim)                                                 | Esercito della Resistenza Rahanweyn               | 29 dicembre 2008  | 31 gennaio 2009   |
|                                                |            | Sharif Sheikh Ahmed                                                                   | Alleanza per la Riliberazione della Somalia       | 31 gennaio 2009   | 20 agosto 2012    |
| Repubblica Federale di Somalia (2012-oggi)     |            |                                                                                       |                                                   |                   |                   |
|                                                |            | Muse Hassan Sheikh Sayid Abdulle (ad interim come Presidente del Parlamento federale) | Indipendente                                      | 20 agosto 2012    | 28 agosto 2012    |
|                                                |            | Mohamed Osman Jawari (ad interim come Presidente del Parlamento federale)             | Indipendente                                      | 28 agosto 2012    | 16 settembre 2012 |
|                                                |            | Hassan Sheikh Mohamud                                                                 | Partito per la Pace e lo Sviluppo                 | 16 settembre 2012 | 16 febbraio 2017  |
|                                                |            | Mohamed Abdullahi Mohamed Farmajo                                                     | Tayo                                              | 16 febbraio 2017  | 23 maggio 2022    |
|                                                |            | Hassan Sheikh Mohamud                                                                 | Midowga Nabadda Iyo Horumarka                     | 23 maggio 2022    | in carica         |